# De Baarsjes
De Baarsjes est l'un des quinze anciens arrondissements de la ville d'Amsterdam, aux Pays-Bas. Depuis 2010, il a été incorporé au nouvellement créé arrondissent d'Amsterdam-West, avec les quartiers d'Oud-West (« Vieil Ouest »), Westerpark et Bos en Lommer.